# Madocsa
Madocsa is een plaats (község) en gemeente in het Hongaarse comitaat Tolna. Madocsa telt 2040 inwoners (2001).